# 丽绿阔嘴鸟
丽绿阔嘴鸟（学名：Calyptomena hosii）是阔嘴鸟科绿阔嘴鸟属的一种，分布于文莱、印度尼西亚和马来西亚。该物种的保护状况被评为近危。
丽绿阔嘴鸟的平均体重约为100.2克。栖息地包括亚热带或热带的湿润低地林和亚热带或热带的湿润山地林。